# Список математичних фільмів
Це список художніх фільмів, в яких є персонажі - математики, або згадки про них.
- 21 Grams (2003) - Випадок змінив багато життів, включаючи життя критично хворого професора математики (Шон Пенн).
- Агора (2009) - Фільм про життя Гіпатії.
- Antonia (фільм) (1995) - Генеалогічна "лінія" п'яти поколінь жінок, включно з вундеркіндом, Терезою, яка виростає щоб стати математиком.
- Ігри розуму (2001) - Вигадана історія, яка базується на житті математика Джона Неша (Рассел Кроу), яки зробив прорив в теорії ігор що забезпечило йому Нобелівську премію з економіки.
- Банк (2001) - Математик відкриває формулу що передбачає флуктуації на біржовому ринку.
- Енігма (2001) - Історія романтичної та психологічної інтриги протягом другої світової війни, при спробах зламати німецький шифр Енігма.
- Кімната Ферма (2007) - Три математики та один винахідник запрошені в будинок під приводом розгадування великої загадки. Їх попросили використовувати псевдоніми які є іменами історично відомих математиків. В будинку вони попадають в пастку. Вони мають розв'язувати загадки господаря, який називає себе "Ферма", щоб втекти з будинку.
- Розумник Вілл Хантінг (1997) - Прибиральний Вілл Хантінг (Метт Деймон) починає змінювати своє життя з допомогою психолога (Робін Вільямс) та професора що отримав Медаль Філдса.
- I.Q. (1994) - Альберт Ейнштейн (Волтер Меттау) допомагає хлопцю (Тім Роббінс) прикидатись фізиком щоб привернути увагу племінниці Ейнштейна (Мег Райан).
- Нескінченність (1996) - Історія про лауреата Нобелівської премії з фізики Річарда Фейнмана (Метью Бродерік).
- Зараз мій хід (1980) - професорка математики (Джил Клейбург) закохується в сина нареченої свого батька (Майкл Дуглас).
- Парк Юрського періоду (1993) - математик (Джеф Голдблум) серед тих хто запрошені в тематичний парк з клонованими динозаврами, щоб оцінити його безпеку.
- Дзеркало має два обличчя (1996) - професор математики (Джефф Бріджес) одружується на професорі літератури (Барбра Стрейзанд), але вони хочуть від стосунків різного.
- N це число: Портрет Пола Ердеша (1993) документальний фільм про життя угорського математика Пола Ердеша.
- Вбивства в Оксфорді (2008) - студент (Елайджа Вуд) розгадує таємниці вбивства зі своїм професором.
- Пі (1998) - Математик шукає число що відкриває все, від коливань фінансових ринків, до імені Бога в Каббалі.
- Доведення (2005) -  Колишній студент (Джейк Гулленхал) математика що недавно захворів (Ентоні Гопкінс) знаходить записник в офісі, що містить доведення важливої теореми, проте донька математика (Гвінет Пелтроу) стверджує що він її.
- Зростаючий геній (2004) - Фільм про хлопця (Джастін Лонг) який закрив себе в ванній щоб спокійно опрацювати рівняння.
- Кеди (1992) - збирається команда яка має вкрасти криптоаналітичний пристрій розроблений лихим математиком.